# Роминешть (Ясси)
Роминешть, Роминешті (рум. Românești) — село у повіті Ясси в Румунії. Входить до складу комуни Роминешть.
Село розташоване на відстані 330 км на північ від Бухареста, 24 км на північний захід від Ясс.

## Населення
За даними перепису населення 2002 року у селі проживали 946 осіб, усі — румуни. Усі жителі села рідною мовою назвали румунську.